# SuperStar Aquarius
Die SuperStar Aquarius war ein Kreuzfahrtschiff der Reederei Star Cruises. Es wurde im Jahr 1992 als Windward von Kloster Cruise in Dienst gestellt.

## Geschichte

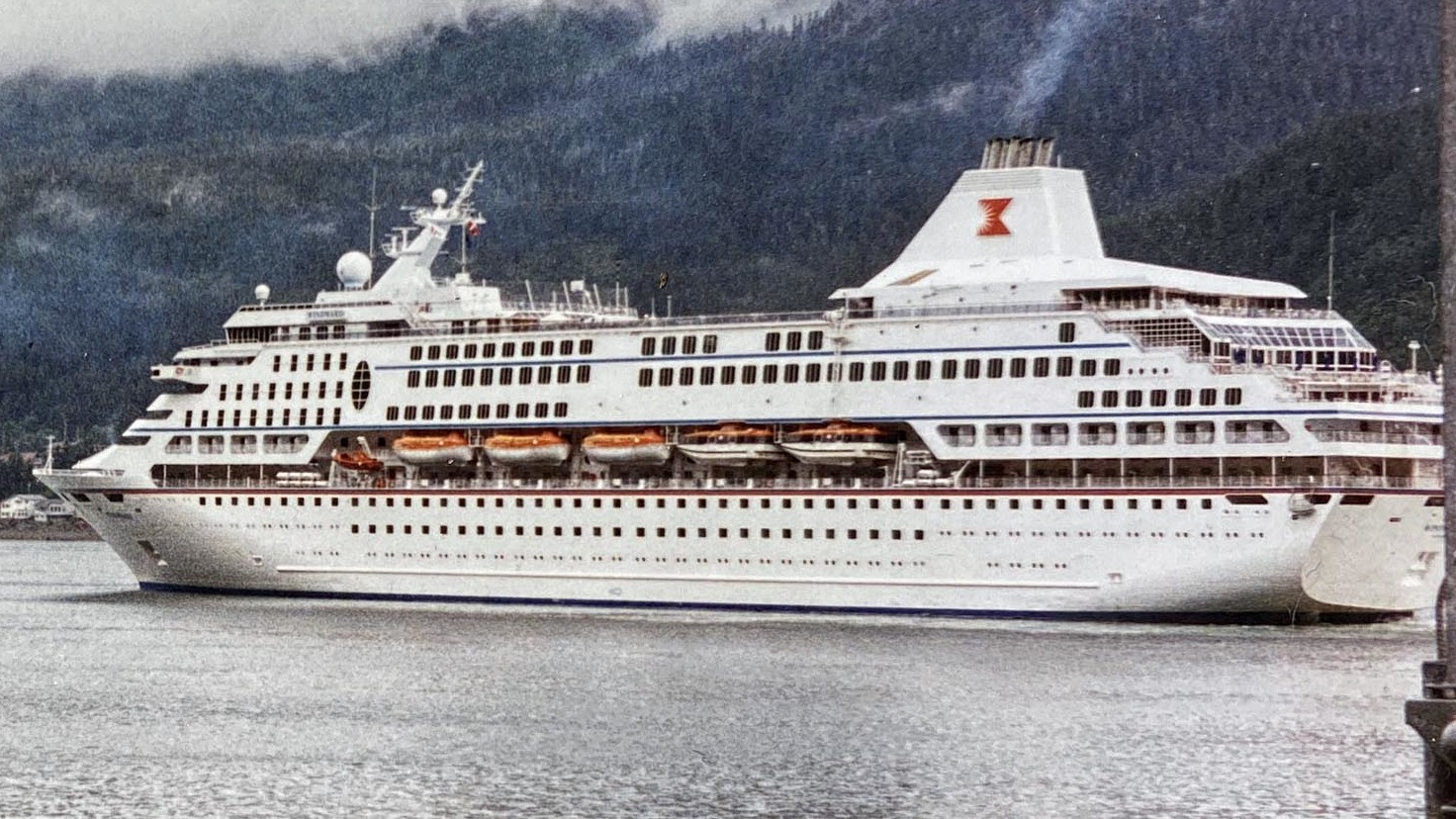
Das Schiff als Windward im Hafen von Juneau

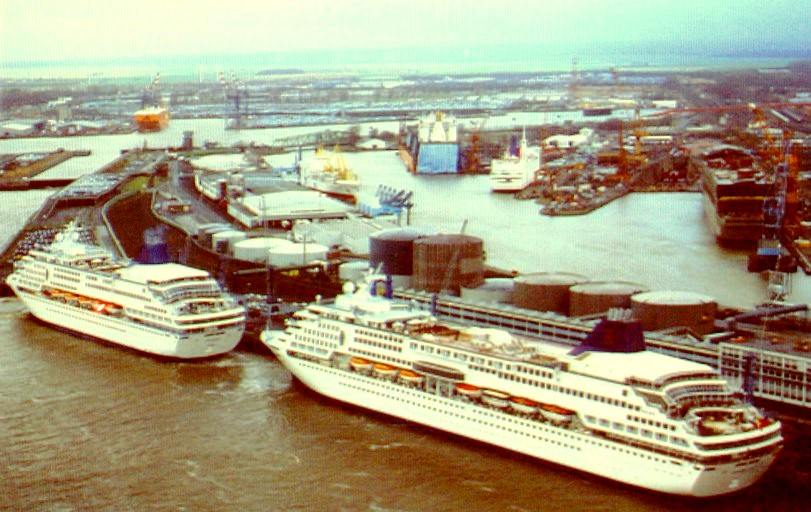
Verlängerung in Bremerhaven

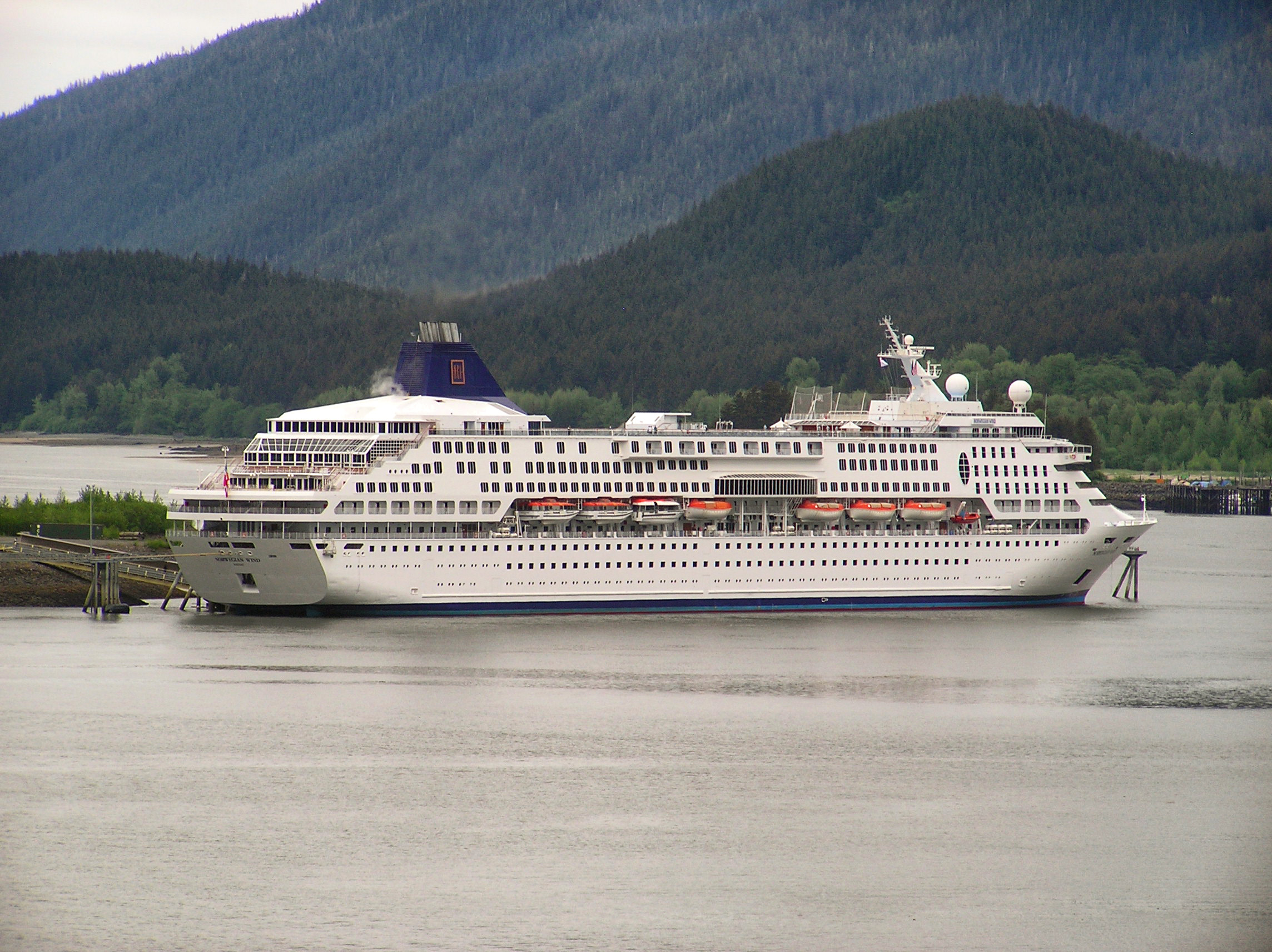
Die Norwegian Wind im Hafen von Juneau (2006)

Die Windward für die Reederei Kloster Cruise (Vorläufer der Norwegian Cruise Line, NCL) bei Chantiers de l’Atlantique gebaut. Am 14. November 1992 wurde das Schiff ausgedockt und am 4. Mai 1993 an den Auftraggeber abgeliefert. Die Jungfernfahrt begann am 14. Mai 1993 in Fort Lauderdale. Die Windward was das zweite Schiff einer Klasse von zwei Schiffen. Bereits im vorherigen Jahr war ihr Schwesterschiff Dreamward (später: SuperStar Gemini) fertiggestellt worden.
1998 wurde das Schiff bei der Lloyd Werft in Bremerhaven verlängert, der Bau der neuen Mittelschiffsektion begann am 18. Oktober 1997. Der Einbau der Sektion erfolgte vom 14. Januar 1998 bis März 1998, anschließend wurde das Schiff in Norwegian Wind umbenannt.
Die Norwegian Wind wurde im Frühjahr und Winter 2000 in der Karibik für siebentägige Karibikkreuzfahrten ab/bis Cozumel eingesetzt. Den Sommer verbrachte das Schiff mit einwöchigen Touren in Alaska ab/bis Vancouver. Im Herbst 2000 fuhr die Norwegian Wind die Hawaii-Inseln an. In den Jahren 2001 bis 2007 unternahm die Norwegian Wind Reisen in der Karibik, Alaska und nach Hawaii.
Zur Sommersaison 2007 wurde das Schiff von der NCL an die Muttergesellschaft gegeben, welche im Gegenzug die für die eigene Flotte geplanten Neubauten der Tochtergesellschaft NCL überließ. Fortan fuhr die ehemalige Norwegian Wind als SuperStar Aquarius meist ab dem Basishafen Hongkong. 2012 wechselte auch ihre Schwester Norwegian Dream zu Star Cruises und erhielt den neuen Namen SuperStar Gemini.
Im Januar 2022 meldete Genting Hong Kong, Mutterkonzern von Star Cruises, Insolvenz an. Ab Sommer 2022 lag das Schiff neben seiner Schwester SuperStar Gemini bei Hambantota International Port in Sri Lanka. Ende November 2022 trafen beide Schiffe im indischen Alang zur Verschrottung ein und wurden am 26. November gestrandet. Für die letzte Fahrt war die SuperStar Aquarius in Arius umbenannt und nach St. Kitts und Nevis umgeflaggt worden.